# Cylindropuntia perrita
Cylindropuntia perrita es una especie de planta suculenta perteneciente al género Cylindropuntia, dentro de la familia Cactaceae. Es endémica del noreste de México. 

## Descripción
Cylindropuntia perrita es una especie de cactus que crece como un arbusto bajo densamente ramificado, alcanzando de 20 a 30 cm de alto y formando grupos de 20 a 100 cm (o más) de diámetro. Los tallos van de erectos a ascendentes, son articulados y están formados por segmentos que se desprenden con facilidad. Cada uno de ellos mide de 15 a 20 cm de largo y de 2,5 a 3 cm de diámetro. Son de forma cilíndrica, aunque a menudo puede ser más o menos fusiforme o claviforme. Tienen la epidermis de color verde y presentan tubérculos prominentes.
Sobre los tallos se asientan areolas ovaladas de unos 8 mm de largo y 4 mm de ancho. A menudo confluyentes en el ápice, son grises o leonadas y planas, aunque pueden estar ligeramente elevadas en los segmentos viejos. Poseen gloquidios de 1 a 2 mm de largo y son de color marrón claro brillante, pasando a marrón amarillento sucio en los segmentos viejos. 
Las espinas son largas, visibles y formidables, de color pajizo claro y cubiertas por una vaina epidérmica suelta que parece de papel. Suele haber de 4 a 8 por areola y se extienden en todas direcciones. Miden hasta 5 cm de largo, son aplanadas y las inferiores están curvadas hacia atrás.
Las flores son de color amarillo verdoso, se abren durante el día (diurnas) y son polinizadas por abejas. Los frutos son amarillentos al madurar, su forma va de ovalada a obovada y están ligeramente estrechados en la parte superior. Miden hasta 3,5 cm de largo y están tuberculados como el tallo. En las areolas superiores tienen una sola espina larga y delicada, de color pajizo y de 2,5 cm de largo.

## Distribución y hábitat
El área de distribución nativa de esta especie es el noreste de México y crece principalmente en biomas desérticos o de matorral seco.

## Taxonomía
La primera descripción de esta especie fue como Opuntia perrita, publicada en 1911 por el botánico estadounidense David Griffiths  en la revista ilustrada Annual Report of the Missouri Botanical Garden 22: 33.
Posteriormente, el botánico estadounidense Lucas C. Majure colocó la especie en el género Cylindropuntia, pasando a llamarse Cylindropuntia perrita y anotando estos cambios en la revista científica Willdenowia. Mitteilungen aus dem Botanischen Garten und Museum Berlin-Dahlem 51: 264 en el año 2021.
Etimología
- Cylindropuntia: nombre genérico formado por dos palabras: el sustantivo griego kýlindros (que significa 'cilindro') y el género Opuntia, (con el que el género tiene similitudes), haciendo referencia a la forma cilíndrica de los tallos de las plantas.[5]
- perrita: epíteto específico que viene del nombre común que se le da a esta especie, haciendo referencia a su semejanza con perros pequeños que atacan los pies de los peatones.[1]

## Usos
Se cultiva raramente como planta ornamental y su propagación se realiza principalmente a través de esquejes.